# Phycodryeae
Tribu
Les Phycodryeae sont une tribu d’algues rouges de la famille des Delesseriaceae.

## Liste des genres
Selon AlgaeBase (5 février 2019) :
- genre Agarum Link
- genre Asterocolax Feldmann & G.Feldmann
- genre Calloseris J.Agardh
- genre Chondrophyllum Kylin
- genre Cladodonta Skottsberg
- genre Crassilingua Papenfuss
- genre Erythroglossum J.Agardh
- genre Glossopteris J.Agardh
- genre Halicnide J.Agardh
- genre Haraldia Feldmann
- genre Heterodoxia J.Agardh
- genre Hymenopsis Showe M.Lin, W.A.Nelson & Hommersand
- genre Nienburgella Perestenko
- genre Nienburgia Kylin
- genre Peseudopolyneura K.W.Nam & P.J.Kang
- genre Phycodrys Kützing
- genre Polyneura (J.Agardh) Kylin
- genre Psammophyllum P.C.Silva & R.L.Moe
- genre Schizoneurina A.B.Douweld
- genre Sorella Hollenberg
- genre Sorellocolax Yoshida & Mikami
- genre Womersleya Papenfuss
- genre Yendonia Kylin

Selon World Register of Marine Species (5 février 2019) :
- genre Asterocolax Feldmann & G.Feldmann, 1951
- genre Cladodonta Skottsberg, 1923
- genre Erythroglossum J.Agardh, 1898
- genre Heterodoxia J.Agardh, 1898
- genre Hymenenopsis S.-M.Lin, W.A.Nelson & Hommersand, 2012
- genre Nienburgia Kylin, 1935
- genre Phycodrys Kützing, 1843
- genre Polyneura (J.Agardh) Kylin, 1924
- genre Pseudopolyneura K.W.Nam & P.J.Kang, 2012
- genre Womersleya Papenfuss, 1956